# Macrogalidia musschenbroekii
La civeta de las palmeras de Célebes (Macrogalidia musschenbroekii), también conocida como civeta gigante de Célebes, es una especie de mamífero carnívoro de la familia Viverridae. Es endémica de la isla de Célebes en Indonesia, donde se encuentra principalmente en el norte y en la región central. Es el depredador mamífero más grande de la isla.
Es la única especie del género monotípico Macrogalidia.

## Características
Es una civeta bastante grande con 5 kg de peso y 69 cm de longitud corporal, sumado a la cola que mide 49 cm. Tiene color canela o leonado, con el vientre de color más claro y algunas manchas también claras. Sus patas son muy largas y las puede usar para sujetarse, lo cual es útil para trepar, lo cual hace a menudo para atrapar cálaos chicos de Célebes (Penelopides exarhatus) y otros animales pequeños. Sin embargo, a pesar de sus ancestros carnívoros, esta especie es omnívora y su dieta se basa en frutas.